# Llista de municipis de Burgos
| Nom                                         | Població (2002) |
| ------------------------------------------- | --------------- |
| Abajas                                      | 55              |
| Adrada de Haza                              | 273             |
| Aguas Cándidas                              | 94              |
| Aguilar de Bureba                           | 84              |
| Albillos                                    | 163             |
| Alcocero de Mola                            | 52              |
| Alfoz de Bricia                             | 134             |
| Alfoz de Quintanadueñas                     | 1.077           |
| Alfoz de Santa Gadea                        | 151             |
| Altable                                     | 60              |
| Los Altos                                   | 221             |
| Ameyugo                                     | 84              |
| Anguix                                      | 153             |
| Aranda de Duero                             | 30.309          |
| Arandilla                                   | 193             |
| Arauzo de Miel                              | 387             |
| Arauzo de Salce                             | 70              |
| Arauzo de Torre                             | 107             |
| Arcos de la Llana                           | 311             |
| Arenillas de Riopisuerga                    | 230             |
| Arija                                       | 222             |
| Arlanzón                                    | 373             |
| Arraya de Oca                               | 58              |
| Atapuerca                                   | 202             |
| Los Ausines                                 | 138             |
| Avellanosa de Muñó                          | 152             |
| Bahabón de Esgueva                          | 136             |
| Los Balbases                                | 350             |
| Baños de Valdearados                        | 454             |
| Bañuelos de Bureba                          | 44              |
| Barbadillo de Herreros                      | 145             |
| Barbadillo del Mercado                      | 175             |
| Barbadillo del Pez                          | 101             |
| Barrio de Muñó                              | 35              |
| Los Barrios de Bureba                       | 249             |
| Barrios de Colina                           | 75              |
| Basconcillos del Tozo                       | 377             |
| Bascuñana                                   | 62              |
| Belbimbre                                   | 81              |
| Belorado                                    | 2.079           |
| Berberana                                   | 86              |
| Berlangas de Roa                            | 247             |
| Berzosa de Bureba                           | 50              |
| Bozoó                                       | 121             |
| Brazacorta                                  | 94              |
| Briviesca                                   | 6.441           |
| Bugedo                                      | 125             |
| Buniel                                      | 174             |
| Burgos                                      | 167.962         |
| Busto de Bureba                             | 221             |
| Cabañes de Esgueva                          | 263             |
| Cabezón de la Sierra                        | 75              |
| Cavia                                       | 236             |
| Caleruega                                   | 424             |
| Campillo de Aranda                          | 194             |
| Campolara                                   | 88              |
| Canicosa de la Sierra                       | 629             |
| Cantabrana                                  | 47              |
| Carazo                                      | 50              |
| Carcedo de Bureba                           | 43              |
| Carcedo de Burgos                           | 173             |
| Cardeñadijo                                 | 616             |
| Cardeñajimeno                               | 513             |
| Cardeñuela Riopico                          | 92              |
| Carrias                                     | 42              |
| Cascajares de Bureba                        | 58              |
| Cascajares de la Sierra                     | 29              |
| Castellanos de Castro                       | 67              |
| Castil de Peones                            | 31              |
| Castildelgado                               | 79              |
| Castrillo de la Reina                       | 269             |
| Castrillo de la Vega                        | 595             |
| Castrillo de Riopisuerga                    | 84              |
| Castrillo del Val                           | 507             |
| Castrillo Matajudíos                        | 80              |
| Castrojeriz                                 | 976             |
| Cayuela                                     | 132             |
| Cebrecos                                    | 79              |
| Celada del Camino                           | 97              |
| Cerezo de Río Tirón                         | 758             |
| Cerratón de Juarros                         | 71              |
| Ciadoncha                                   | 116             |
| Cillaperlata                                | 56              |
| Cilleruelo de Abajo                         | 318             |
| Cilleruelo de Arriba                        | 81              |
| Ciruelos de Cervera                         | 153             |
| Cogollos                                    | 254             |
| Comtat de Treviño                           | 1.127           |
| Contreras                                   | 110             |
| Coruña del Conde                            | 167             |
| Covarrubias                                 | 640             |
| Cubillo del Campo                           | 76              |
| Cubo de Bureba                              | 114             |
| La Cueva de Roa                             | 111             |
| Cuevas de San Clemente                      | 65              |
| Encío                                       | 65              |
| Espinosa de Cervera                         | 111             |
| Espinosa de los Monteros                    | 2.042           |
| Espinosa del Camino                         | 37              |
| Estépar                                     | 817             |
| Fontioso                                    | 74              |
| Frandovínez                                 | 95              |
| Fresneda de la Sierra Tirón                 | 119             |
| Fresneña                                    | 113             |
| Fresnillo de las Dueñas                     | 315             |
| Fresno de Río Tirón                         | 245             |
| Fresno de Rodilla                           | 48              |
| Frías                                       | 251             |
| Fuentebureba                                | 76              |
| Fuentecén                                   | 267             |
| Fuentelcésped                               | 179             |
| Fuentelisendo                               | 118             |
| Fuentemolinos                               | 117             |
| Fuentenebro                                 | 197             |
| Fuentespina                                 | 646             |
| Galbarros                                   | 32              |
| La Gallega                                  | 87              |
| Grijalba                                    | 121             |
| Grisaleña                                   | 49              |
| Gumiel de Izán                              | 607             |
| Gumiel de Mercado                           | 358             |
| Hacinas                                     | 208             |
| Haza                                        | 36              |
| Hontanas                                    | 67              |
| Hontangas                                   | 149             |
| Hontoria de la Cantera                      | 136             |
| Hontoria de Valdearados                     | 210             |
| Hontoria del Pinar                          | 820             |
| Las Hormazas                                | 143             |
| Hornillos del Camino                        | 74              |
| La Horra                                    | 446             |
| Hortigüela                                  | 126             |
| Hoyales de Roa                              | 276             |
| Huérmeces                                   | 147             |
| Huerta de Arriba                            | 176             |
| Huerta de Rey                               | 1.200           |
| Humada                                      | 196             |
| Hurones                                     | 67              |
| Ibeas de Juarros                            | 1.025           |
| Ibrillos                                    | 100             |
| Iglesiarrubia                               | 57              |
| Iglesias                                    | 180             |
| Isar                                        | 412             |
| Itero del Castillo                          | 122             |
| Jaramillo de la Fuente                      | 31              |
| Jaramillo Quemado                           | 17              |
| Junta de Traslaloma                         | 188             |
| Junta de Villalba de Losa                   | 97              |
| Jurisdicción de Lara                        | 63              |
| Jurisdicción de San Zadornil                | 80              |
| Lerma                                       | 2.558           |
| Llano de Bureba                             | 54              |
| Madrigal del Monte                          | 197             |
| Madrigalejo del Monte                       | 214             |
| Mahamud                                     | 175             |
| Mambrilla de Castrejón                      | 149             |
| Mambrillas de Lara                          | 74              |
| Mamolar                                     | 67              |
| Manciles                                    | 40              |
| Mazuela                                     | 81              |
| Mecerreyes                                  | 312             |
| Medina de Pomar                             | 5.024           |
| Melgar de Fernamental                       | 1.986           |
| Merindad de Cuesta Urria                    | 505             |
| Merindad de Montija                         | 914             |
| Merindad de Río Ubierna                     | 1.360           |
| Merindad de Sotoscueva                      | 540             |
| Merindad de Valdeporres                     | 504             |
| Merindad de Valdivielso                     | 533             |
| Milagros                                    | 460             |
| Miranda de Ebro                             | 36.240          |
| Miraveche                                   | 110             |
| Modúbar de la Emparedada                    | 309             |
| Monasterio de la Sierra                     | 39              |
| Monasterio de Rodilla                       | 221             |
| Moncalvillo                                 | 114             |
| Monterrubio de la Demanda                   | 96              |
| Montorio                                    | 173             |
| Moradillo de Roa                            | 219             |
| Nava de Roa                                 | 260             |
| Navas de Bureba                             | 49              |
| Nebreda                                     | 102             |
| Neila                                       | 228             |
| Olmedillo de Roa                            | 195             |
| Olmillos de Muñó                            | 43              |
| Oña                                         | 1.532           |
| Oquillas                                    | 79              |
| Orbaneja Riopico                            | 177             |
| Padilla de Abajo                            | 102             |
| Padilla de Arriba                           | 130             |
| Padrones de Bureba                          | 65              |
| Palacios de la Sierra                       | 897             |
| Palacios de Riopisuerga                     | 31              |
| Palazuelos de la Sierra                     | 81              |
| Palazuelos de Muñó                          | 72              |
| Pampliega                                   | 417             |
| Pancorbo                                    | 484             |
| Pardilla                                    | 125             |
| Partido de la Sierra en Tobalina            | 68              |
| Pedrosa de Duero                            | 517             |
| Pedrosa de Río Urbel                        | 274             |
| Pedrosa del Páramo                          | 111             |
| Pedrosa del Príncipe                        | 243             |
| Peñaranda de Duero                          | 600             |
| Peral de Arlanza                            | 234             |
| Piérnigas                                   | 42              |
| Pineda de la Sierra                         | 128             |
| Pineda Trasmonte                            | 182             |
| Pinilla de los Barruecos                    | 142             |
| Pinilla de los Moros                        | 50              |
| Pinilla Trasmonte                           | 219             |
| Poza de la Sal                              | 388             |
| Prádanos de Bureba                          | 53              |
| Pradoluengo                                 | 1.667           |
| Presencio                                   | 260             |
| La Puebla de Arganzón                       | 412             |
| Puentedura                                  | 129             |
| Quemada                                     | 248             |
| Quintana del Pidio                          | 188             |
| Quintanabureba                              | 46              |
| Quintanaélez                                | 87              |
| Quintanaortuño                              | 139             |
| Quintanapalla                               | 119             |
| Quintanar de la Sierra                      | 1.944           |
| Quintanavides                               | 88              |
| Quintanilla de la Mata                      | 165             |
| Quintanilla del Agua y Tordueles            | 574             |
| Quintanilla del Coco                        | 116             |
| Quintanilla San García                      | 96              |
| Quintanilla Vivar                           | 546             |
| Las Quintanillas                            | 371             |
| Rabanera del Pinar                          | 135             |
| Rábanos                                     | 91              |
| Rabé de las Calzadas                        | 165             |
| Rebolledo de la Torre                       | 157             |
| Redecilla del Camino                        | 152             |
| Redecilla del Campo                         | 88              |
| Regumiel de la Sierra                       | 461             |
| Reinoso                                     | 23              |
| Retuerta                                    | 67              |
| Revilla del Campo                           | 116             |
| Revilla Vallejera                           | 130             |
| La Revilla y Ahedo                          | 130             |
| Revillarruz                                 | 157             |
| Rezmondo                                    | 26              |
| Riocavado de la Sierra                      | 72              |
| Roa                                         | 2.272           |
| Rojas                                       | 93              |
| Royuela de Río Franco                       | 317             |
| Rubena                                      | 179             |
| Rublacedo de Abajo                          | 34              |
| Rucandio                                    | 104             |
| Salas de Bureba                             | 152             |
| Salas de los Infantes                       | 2.064           |
| Saldaña de Burgos                           | 126             |
| Salinillas de Bureba                        | 54              |
| San Adrián de Juarros                       | 48              |
| San Juan del Monte                          | 170             |
| San Mamés de Burgos                         | 211             |
| San Martín de Rubiales                      | 235             |
| San Millán de Lara                          | 75              |
| San Vicente del Valle                       | 50              |
| Santa Cecilia                               | 124             |
| Santa Cruz de la Salceda                    | 175             |
| Santa Cruz del Valle Urbión                 | 119             |
| Santa Gadea del Cid                         | 177             |
| Santa Inés                                  | 192             |
| Santa María del Campo                       | 728             |
| Santa María del Invierno                    | 68              |
| Santa María del Mercadillo                  | 183             |
| Santa María Rivarredonda                    | 116             |
| Santa Olalla de Bureba                      | 40              |
| Santibáñez de Esgueva                       | 149             |
| Santibáñez del Val                          | 64              |
| Santo Domingo de Silos                      | 305             |
| Sargentes de la Lora                        | 189             |
| Sarracín                                    | 250             |
| Sasamón                                     | 1.464           |
| La Sequera de Haza                          | 59              |
| Solarana                                    | 111             |
| Sordillos                                   | 31              |
| Sotillo de la Ribera                        | 608             |
| Sotragero                                   | 174             |
| Sotresgudo                                  | 698             |
| Susinos del Páramo                          | 111             |
| Tamarón                                     | 51              |
| Tardajos                                    | 615             |
| Tejada                                      | 50              |
| Terradillos de Esgueva                      | 125             |
| Tinieblas de la Sierra                      | 49              |
| Tobar                                       | 49              |
| Tordómar                                    | 384             |
| Torrecilla del Monte                        | 87              |
| Torregalindo                                | 143             |
| Torrelara                                   | 26              |
| Torrepadre                                  | 110             |
| Torresandino                                | 822             |
| Tórtoles de Esgueva                         | 529             |
| Tosantos                                    | 57              |
| Trespaderne                                 | 1.037           |
| Tubilla del Agua                            | 190             |
| Tubilla del Lago                            | 182             |
| Úrbel del Castillo                          | 99              |
| Vadocondes                                  | 445             |
| Valdeande                                   | 140             |
| Valdezate                                   | 181             |
| Valdorros                                   | 143             |
| Valmala                                     | 30              |
| Vallarta de Bureba                          | 64              |
| Valle de las Navas                          | 649             |
| Valle de Losa                               | 651             |
| Valle de Manzanedo                          | 129             |
| Valle de Mena                               | 3.395           |
| Valle de Oca                                | 231             |
| Valle de Santibáñez                         | 602             |
| Valle de Sedano                             | 537             |
| Valle de Tobalina                           | 1.077           |
| Valle de Valdebezana                        | 723             |
| Valle de Valdelaguna                        | 214             |
| Valle de Valdelucio                         | 354             |
| Valle de Zamanzas                           | 81              |
| Vallejera                                   | 62              |
| Valles de Palenzuela                        | 103             |
| Valluércanes                                | 108             |
| La Vid de Bureba                            | 41              |
| La Vid y Barrios                            | 325             |
| Vileña                                      | 36              |
| Viloria de Rioja                            | 64              |
| Vilviestre del Pinar                        | 771             |
| Villadiego                                  | 1.959           |
| Villaescusa de Roa                          | 173             |
| Villaescusa la Sombría                      | 62              |
| Villaespasa                                 | 29              |
| Villafranca Montes de Oca                   | 196             |
| Villafruela                                 | 280             |
| Villagalijo                                 | 69              |
| Villagonzalo Pedernales                     | 898             |
| Villahoz                                    | 389             |
| Villalba de Duero                           | 629             |
| Villalbilla de Burgos                       | 702             |
| Villalbilla de Gumiel                       | 129             |
| Villaldemiro                                | 74              |
| Villalmanzo                                 | 484             |
| Villamayor de los Montes                    | 232             |
| Villamayor de Treviño                       | 113             |
| Villambistia                                | 70              |
| Villamedianilla                             | 27              |
| Villamiel de la Sierra                      | 39              |
| Villangómez                                 | 326             |
| Villanueva de Argaño                        | 125             |
| Villanueva de Carazo                        | 29              |
| Villanueva de Gumiel                        | 301             |
| Villanueva de Teba                          | 63              |
| Villaquirán de la Puebla                    | 61              |
| Villaquirán de los Infantes                 | 200             |
| Villarcayo de Merindad de Castilla la Vieja | 3.877           |
| Villariezo                                  | 300             |
| Villasandino                                | 253             |
| Villasur de Herreros                        | 323             |
| Villatuelda                                 | 65              |
| Villaverde del Monte                        | 187             |
| Villaverde-Mogina                           | 119             |
| Villayerno Morquillas                       | 190             |
| Villazopeque                                | 82              |
| Villegas                                    | 122             |
| Villoruebo                                  | 53              |
| Vizcaínos                                   | 66              |
| Zael                                        | 133             |
| Zarzosa de Río Pisuerga                     | 56              |
| Zazuar                                      | 265             |
| Zuñeda                                      | 83              |
| Zuzones                                     | 180             |